# Benoît Cassart
Benoît Cassart (Luik, 2 oktober 1968) is een Belgisch politicus voor de liberale MR.

## Biografie
Cassart behaalde het diploma van licentiaat in de economische wetenschappen aan de UCL en werd beroepshalve veehouder van Belgisch witblauw  in Havelange. In juli 2002 was hij oprichter van Fabroca, een bedrijf gespecialiseerd in de genetische selectie van Belgisch witblauw. Daarnaast was Cassart van 1995 tot 2024 secretaris-generaal van de Waalse vlees- en veehandelaarsfederatie FNCBV en van 2002 tot 2024 bestuurder van de Europese Vereniging voor Vee- en Vleeshandel (UECBV).
Aanvankelijk militeerde hij voor de MR, de partij waarvoor hij in 2014 als lijstduwer opkwam bij de Europese verkiezingen. In 2019 sloot hij zich echter aan bij de links-liberale partij DéFI. Voor deze partij was hij lijsttrekker bij de Europese verkiezingen dat jaar, maar hij werd niet verkozen. Uiteindelijk keerde Cassart terug naar de MR en werd hij derde op de Europese lijst van de partij bij de Europese verkiezingen van juni 2024. Hij werd verkozen en legde in juli 2024 de eed af als Europees Parlementslid.